# Опа

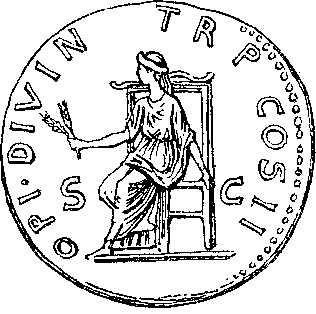
Богиня Опа на реверсе сестерция Пертинакса.

О́па (лат. Ops) — богиня в римской мифологии.
Обычно считается божеством плодородия, богатой жатвы, посевов.
Культ Опы, возможно, был близок культу Конса, другого аграрного божества. Это подтверждает эпитет богини — Консивия («сеятельница») и название одного из её праздников — опиконсивия, который справляли 23 августа. Во время праздника ей приносили жертвы в регии (доме царя), куда допускались только весталки и великий понтифик. 19 декабря справляли еще один праздник Опы — опалии.
С III века до н. э. Опу начинают отождествлять с Реей, и называют женой Сатурна. Также её называют богиней-покровительницей Рима, либо сближают с Теллус или Кибелой. Храмы Опы были воздвигнуты в Риме на Капитолии и на форуме.